# Estatua del Redentor de Maratea
La Estatua del Cristo Redentor de Maratea (Italia), es una obra monumental en mármol de Carrara y cemento, representando a Cristo Redentor después de la Resurrección. Fue encargada por el conde Stefano Rivetti, que quiso hacer donación de la misma a la población de Maratea. Se encuentra situada sobre la punta más alta del monte San Biagio y fue completada en el año 1965, después de casi dos años de trabajo.

## Historia

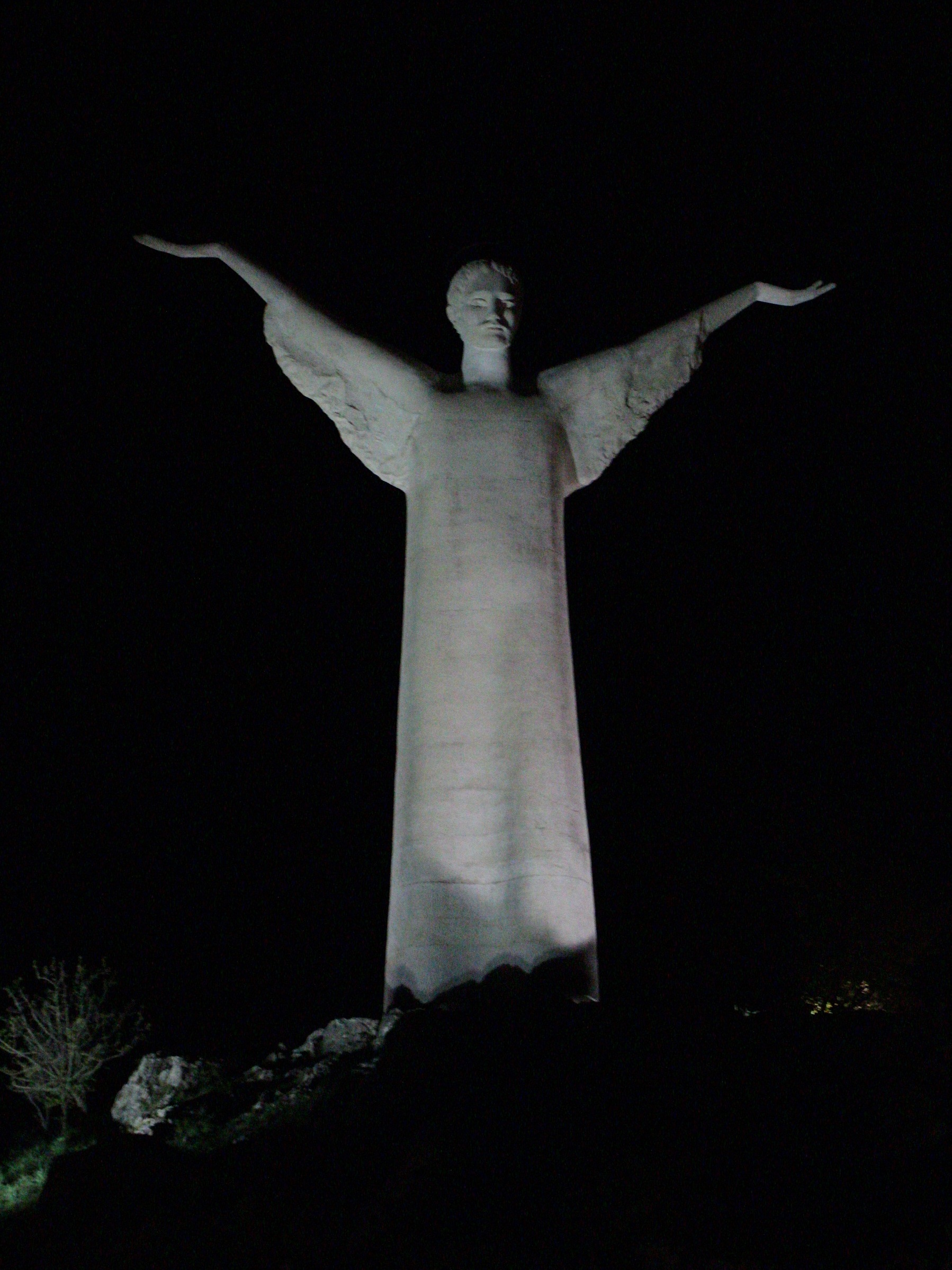
Vista nocturna de la estatua

En el año 1907 se colocó, sobre la espuela rocosa más alta del monte San Biagio, una cruz de hierro batido. Pero la misma fue derribada por los rayos cada vez que fue realzada. En el 1942, el alcalde de Maratea, Biagio Vitolo, hizo erigir, en el mismo sitio, una nueva y más grande cruz conmemorativa, de cemento armado, provista de pararrayos.
El 4 de septiembre de 1963, el conde Stefano Rivetti comunicó la intención de construir una estatua colosal, ofrecida a la ciudadanía de Maratea, que reemplazaría a la cruz conmemorativa. La realización de la obra fue confiada a Bruno Innocenti, en aquel tiempo profesor del instituto de Bellas Artes de Florencia, y duró dos años.

## Estructura
La estatua se sostiene sobre un esqueleto de cemento armado, que hunde sus cimientos a muchos metros de profundidad. El recubrimiento externo, de cerca de 20 cm, está hecho de cemento mezclado con escamas de mármol de Carrara.
Las dimensiones la convierten en una de las estatuas de este género más grande de Europa, y en el mundo sólo la hacen sombra la del Río de Janeiro, que es 21,13 metros de alta.
La estatua apoya directamente sobre la desnuda tierra, sin ningún pedestal, dejando visible la túnica el pie izquierdo; otra particularidad es que no está dirigida hacia el mar sino hacia el interior, para velar simbólicamente sobre el territorio y los habitantes de Maratea; de todos modos, vista desde lejos, parece volverse hacia el lado contrario por la curvatura de la figura.
El rostro del Cristo, muy similar al de otras figuras de la producción de Bruno Innocenti, es llamativamente diferente de la clásica iconografía de Jesús.

## Notationes
1. ↑  Costa de Maratea
2. ↑  Domenico Dammiano,  Maratea en la historia y en la luz de la fe , Sapri 1965.

.
- Datos: Q267210
- Multimedia: Cristo Redentore (Maratea) / Q267210